# أوندر شيبال
أوندر شيبال (بالتركية: Önder Şipal)‏ (مواليد 1 مايو 1987) هو ملاكم تركي، مثّل بلاده في الألعاب الأولمبية الصيفية 2016.

## روابط خارجية
أوندر شيبال على موقع أوليمبيديا (الإنجليزية)